# Mircea Lucescu
Mircea Lucescu (pronunciado: [ˈmirt͡ʃe̯a luˈt͡ʃesku]) (29 de julho de 1945) é um treinador de futebol e ex-futebolista romeno.
Ele foi nomeado Treinador Romeno do Ano em 2004, 2010, 2012 e 2014. Em 2013, Lucescu foi premiado como Técnico da Década na Romênia.

## Vida Pessoal
Mircea Lucescu é pai do ex goleiro e treinador Razvan Lucescu.

## Títulos

### Como jogador

#### Dinamo Bucareste
- Campeonato Romeno: 1964, 1965, 1971, 1973, 1975, 1977
- Copa da Roménia: 1968

### Corvinul Hunedoara
- Divizia B: 1979–80[2]

### Individual
- Romanian Footballer of the Year (fourth place): 1971

### Como treinador

#### Dinamo Bucareste
- Campeonato Romeno: 1989–90
- Copa da Roménia: 1985-86, 1989-90

#### Brescia
- Campeonato Italiano Série B: 1991-92
- Torneio Anglo-Italiano: 1993-94

#### Rapid Bucareste
- Campeonato Romeno: 1998–99
- Copa da Roménia: 1997-98
- Supercopa da Roménia: 1999

#### Galatasaray
- Supercopa Europeia: 2000
- Campeonato Turco: 2001–02

#### Beşiktaş
- Campeonato Turco: 2002-03

#### Shakhtar Donetsk
- Campeonato Ucraniano: 2004-05, 2005-06, 2007-08, 2009-10, 2010-11, 2011-12, 2012-13, 2013-14
- Copa da Ucrania: 2003-04, 2007-08, 2010-11, 2011-12, 2012-13, 2015-16
- Supercopa da Ucrânia: 2005, 2008, 2010, 2012, 2013, 2014, 2015
- Copa da UEFA: 2008-09

#### Zenit
- Supercopa da Rússia: 2016

#### Dínamo de Kiev
- Supercopa da Ucrânia: 2020
- Copa da Ucrania: 2020-21
- Campeonato Ucraniano: 2020-21

Individual
- - Gazeta Sporturilor Romania Coach of the Year: 2004, 2010, 2012, 2014, 2021
  - Ukrainian Premier League Manager of the Month (3): 2020–21 (March, April, May),  Orders
  - Order of Merit (Ukraine) III degree (2006)
  - Order of The Sportive Merit (Romania) III degree (2008)
  - Order of the Star of Romania (2009)
  - Order of Merit (Ukraine) II degree (2009)
  - Order of Merit (Ukraine) I degree (2011)
  - Honorary Citizen of Donetsk